# 게임기 목록
게임기들을 시대별로 나열한 것이다.

## 3세대 (1983-1992)
8비트 시대:
- 패밀리 컴퓨터 (1983)
- 세가 SG-1000 (1983)
- 세가 마크 III (1985)
- 세가 마스터 시스템 (1987)

## 4세대 (1987-1996)
16비트 시대:
- 세가 메가 드라이브 (1988)
- 게임보이 (1989)
- 게임 기어 (1990)
- 슈퍼 패미컴 (1990)

## 5세대 (1993-2006)
32/64비트 시대:
- 네오지오 포켓 (1996, 일본에서만 판매)
  - 네오지오 포켓 컬러 (1998 일본/1999 미국)
- 게임보이 컬러 (1998)
- 닌텐도 64 (1996)
- 플레이스테이션 (1994)
  - 포켓스테이션 (1999)
- 세가 새턴 (1994)
- 버추얼 보이 (1995)
- PC-FX (1994, 일본에서만 판매)
- 아타리 재규어 (1993)
- 애플 반다이 피핀 (1996)
- 3DO (1993)
- 아미가 CD32 (1993)

## 6세대 (1999-2013)
128비트 시대:
- 드림캐스트 (1998)
- GP32 (2001)
- 엑스박스 (2001)
- 닌텐도 게임큐브 (2001)
- 게임보이 어드밴스 (2001)
  - 게임보이 어드밴스 SP (2003)
  - 게임보이 Micro (2005)
- 닌텐도 아이큐 (2003, (중국에서만 판매)
- 플레이스테이션 2 (2000)
  - PSX (2003, 일본에서만 판매)
  - 플레이스테이션 2 슬림라인 (2004)
- 원더스완 (1999)
  - 원더스완 컬러 (2000, 일본에서만 판매)

## 7세대 (2005-2017)
3G/3.5G 시대
- 플레이스테이션 3 (2006)
- Wii (2006)
- 엑스박스 360 (2005)
- GP2X (2005)
- 플레이스테이션 포터블 (PSP) (2004)
- 닌텐도 DS (2004)
  - 닌텐도 DS 라이트 (2006)
  - 닌텐도 DSi (2009)

## 8세대 (2011-현재)
4G/4.5G 시대
- 플레이스테이션 4 (2013)
- 엑스박스 원 (2013)
- Wii U (2012)
- 플레이스테이션 비타 (2011)
- 닌텐도 3DS (2010)
- 닌텐도 2DS (2013)
- 뉴 닌텐도 3DS (2014)
- 닌텐도 스위치 (2017)
- 닌텐도 스위치 라이트 (2019)

## 9세대 (2020-현재)
5G/5G NR 시대
- 플레이스테이션 5 (2020)
- 엑스박스 시리즈 X/S (2020)
- 닌텐도 스위치 올레드(2021)